# Heinrich Praml
Heinrich Praml (* 10. Juli 1912 in Oberanschiessing; † 18. Februar 2004) war ein deutscher Politiker (CSU).

## Leben
Praml besuchte die Volksschule, die Berufsschule und mehrere Lehrgänge zur Berufsausbildung. Zum 1. Mai 1933 trat er der NSDAP bei (Mitgliedsnummer 2.531.896). 1935 beendete er mit einer Gesellenprüfung seine Lehre im Maurerhandwerk. Im Zweiten Weltkrieg war er als Soldat und Leutnant im Einsatz und wurde verwundet. Nach dem Krieg besuchte er die Meisterschule in Landshut, die er Ende 1947 mit der Meisterprüfung verließ. Daraufhin eröffnete er ein Baugeschäft in Neuhausen. 1962 wurde er Obermeister der Bauinnung Deggendorf.
Von 1952 bis 1972 war Praml Gemeinderatsmitglied und zweiter Bürgermeister der Gemeinde Offenberg, 1960 zog er in den Kreistag des Landkreises Deggendorf ein. Er war Kreisvorsitzender der CSU im Landkreis Deggendorf und federführender Kreisvorsitzender des Bundestagswahlkreises Deggendorf, Bezirksvorsitzender der CSU-Mittelstandsgruppe und des Deutschen Gewerbeverbandes in Niederbayern. Von 1966 bis 1978 gehörte er dem Bayerischen Landtag an. Er wurde dabei zunächst im Stimmkreis Deggendorf-Stadt und -Land, Landau an der Isar direkt gewählt, 1974 dann im neuen Stimmkreis Deggendorf.